# Éric Rochant
Éric Rochant (Parigi, 24 febbraio 1961) è un regista e sceneggiatore francese.

## Biografia
Dopo aver diretto alcuni cortometraggi (tra cui Présence féminine, vincitore nel 1988 del Premio César per il miglior cortometraggio di fiction), esordisce alla regia di un lungometraggio nel 1989 con Un mondo senza pietà (Un monde sans pitié), che gli vale il Premio César per la migliore opera prima, il premio come miglior film alla Settimana internazionale della Critica del Festival di Venezia e il Premio Louis-Delluc e che segna l'esordio dell'attore Yvan Attal, premiato per questo suo debutto con il Premio César per la migliore promessa maschile e il Prix Michel Simon, poi protagonista dei due successivi film di Rochant, Aux yeux du monde (1990) e Storie di spie (Les Patriotes) (1994).

## Filmografia

### Cortometraggi
- Comme les doigts de la main (1984)
- French Lovers (1985)
- Présence féminine (1987)

### Lungometraggi
- Un mondo senza pietà (Un monde sans pitié) (1989)
- Aux yeux du monde (1990)
- Storie di spie (Les Patriotes) (1994)
- Anna Oz (1996)
- Vive la République! (1997)
- Furore cieco (Total Western) (2000)
- L'école pour tous (2006)
- Möbius (2013)

### Televisione
- Le Bureau - Sotto Copertura (Le Bureau Des Légendes) [serie TV] (2015- in corso)